# ساريب
الساريب (الاسم العلمي: Saribus) هو جنس من النباتات يتبع الفصيلة الفوفلية من رتبة الفوفليات. موطنه في جنوب شرق آسيا وبابواسيا وجزر المحيط الهادئ. وهو جنس من النخيل المروحي والأوراق ذات سويقات مسلحة تنتهي في مروحة دائرية ذات وريقات كثيرة. ويرتبط جنس الساريب بجنس الليفستونة ارتباطا وثيقا وكانت أنواع الساريب مدرجة من الليفستونة لوقت طويل غير أن الدراسات الحديثة دعت إلى الفصل بين الجنسين. الأناهاو (ساريب مستدير الأوراق) هو النبتة الوطنية غير رسمية في الفلبين.

## أنواع الساريب
- ساريب جيني
- ساريب قصير الأوراق
- ساريب مستدير الأوراق
- ساريب ميريلي
- ساريب وودفوردي